# 拉塔迪山脈
拉塔迪山脈（英語：Latady Mountains）是南極洲的山脈，位於帕爾默地東南部，處於韋特莫爾冰川和凱徹姆冰川之間，海拔高度1,700米，在1947年11月21日由美國探險隊發現，現時由南極條約體系管理。

## 外部連結
- Geological Magazine — A new stratigraphy for the Latady Basin （页面存档备份，存于）

74°45′S 64°18′W / 74.750°S 64.300°W